# Deutsche Skilanglauf-Meisterschaften 2012
Die Deutschen Skilanglauf-Meisterschaften 2012 fanden vom 26. Januar bis 29. Januar 2012 in Oberwiesenthal und vom 24. bis 25. März 2012 in Fischen statt. Sprint, Skiathlon und Einzelrennen wurden in Oberwiesenthal ausgetragen, Massenstart und Teamsprint in Fischen.

## Ergebnisse Herren

### Sprint Freistil
| Platz | Name                 | Verein                  |
| ----- | -------------------- | ----------------------- |
| 1     | Hannes Dotzler       | SC Sonthofen            |
| 2     | Sebastian Eisenlauer | SC Sonthofen            |
| 3     | Daniel Heun          | SKG Gersfeld            |
| 4     | Alexander Wolz       | TSV Buchenberg          |
| 5     | Valentin Mättig      | Bertsdorfer SV          |
| 6     | Roy Meingast         | SC Steinbach-Hallenberg |
| 7     | Markus Weeger        | SCMK Hirschau           |
| 8     | Tom Barth            | TUS Dippoldiswalde      |

Datum: 26. Januar in Oberwiesenthal

### 20 km Skiathlon
| Platz | Name                 | Verein                        | Zeit        |
| ----- | -------------------- | ----------------------------- | ----------- |
| 1     | Tim Tscharnke        | SV Biberau                    | 50:52,6 min |
| 2     | Thomas Bing          | Rhöner WSV                    | 50:53,2 min |
| 3     | Hannes Dotzler       | SC Sonthofen                  | 50:53,3 min |
| 4     | Franz Göring         | SCM Zella-Mehlis              | 51:08,8 min |
| 5     | Tom Reichelt         | WSC Erzgebirge Oberwiesenthal | 51:56,3 min |
| 6     | Jonas Dobler         | SC Traunstein                 | 51:57,9 min |
| 7     | Andy Kühne           | WSC Erzgebirge Oberwiesenthal | 51:59,3 min |
| 8     | Sebastian Eisenlauer | SC Sonthofen                  | 52:37,3 min |
| 9     | Roy Meingast         | SC Steinbach-Hallenberg       | 52:40,9 min |
| 10    | Philipp Marschall    | Rhöner WSV                    | 52:46,4 min |

Datum: 28. Januar in Oberwiesenthal

### 10 km klassisch
| Platz | Name                 | Verein                        | Zeit        |
| ----- | -------------------- | ----------------------------- | ----------- |
| 1     | Axel Teichmann       | WSV Bad Lobenstein            | 25:07,8 min |
| 2     | Franz Göring         | SCM Zella-Mehlis              | 25:14,9 min |
| 3     | Tom Reichelt         | WSC Erzgebirge Oberwiesenthal | 25:43,6 min |
| 4     | Andy Kühne           | WSC Erzgebirge Oberwiesenthal | 25:46,2 min |
| 5     | Roy Meingast         | SC Steinbach-Hallenberg       | 25:53,2 min |
| 6     | Jonas Dobler         | SC Traunstein                 | 25:57,5 min |
| 7     | Philipp Marschall    | Rhöner WSV                    | 26:01,1 min |
| 8     | Sebastian Eisenlauer | SC Sonthofen                  | 26:01,4 min |
| 9     | Max Wohlleben        | SCM Zella-Mehlis              | 26:06,9 min |
| 10    | Florian Rohde        | SC/TV Gefrees                 | 26:20,3 min |

Datum: 29. Januar in Oberwiesenthal

### 30 km Freistil Massenstart
| Platz | Name                 | Verein                        | Zeit        |
| ----- | -------------------- | ----------------------------- | ----------- |
| 1     | Thomas Bing          | Rhöner WSV                    | 1:05:40,8 h |
| 2     | Andreas Katz         | SV Baiersbronn                | 1:05:41,2 h |
| 3     | Sebastian Eisenlauer | SC Sonthofen                  | 1:05:42,6 h |
| 4     | Andy Kühne           | WSC Erzgebirge Oberwiesenthal | 1:05:42,8 h |
| 5     | Hannes Dotzler       | SC Sonthofen                  | 1:05:44,1 h |
| 6     | Roy Meingast         | SC Steinbach-Hallenberg       | 1:05:45,0 h |
| 7     | Gianluca Cologna     | Schweiz                       | 1:05:46,4 h |
| 8     | Tom Reichelt         | WSC Erzgebirge Oberwiesenthal | 1:05:46,6 h |
| 9     | Ueli Schnider        | Schweiz                       | 1:05:46,7 h |
| 10    | Philipp Marschall    | Rhöner WSV                    | 1:05:47,3 h |

Datum: 25. März in Fischen

### Teamsprint klassisch
| Platz | Name                                | Verein                                   | Zeit        |
| ----- | ----------------------------------- | ---------------------------------------- | ----------- |
| 1     | Sebastian Eisenlauer Hannes Dotzler | SC Sonthofen                             | 18:04,2 min |
| 2     | Jonas Baumann Gianluca Cologna      | Schweiz Schweiz                          | 18:07,1 min |
| 3     | Tim Tscharnke Thomas Bing           | SV Biberau Rhöner WSV                    | 18:07,9 min |
| 4     | Franz Göring Philipp Marschall      | SCM Zella-Mehlis Rhöner WSV              | 18:12,2 min |
| 5     | Andy Kühne Oliver Wünsch            | WSC Erzgebirge Oberwiesenthal            | 18:15,2 min |
| 6     | Tom Reichelt Lennart Metz           | WSC Erzgebirge Oberwiesenthal            | 18:49,9 min |
| 7     | Ueli Schnider Linard Kindschi       | Schweiz Schweiz                          | 18:54,3 min |
| 8     | Martin Weisheit Roy Meingast        | SCM Zella-Mehlis SC Steinbach-Hallenberg | 19:39,5 min |

Datum: 24. März in Fischen

## Ergebnisse Frauen

### Sprint Freistil
| Platz | Name                       | Verein                        |
| ----- | -------------------------- | ----------------------------- |
| 1     | Hanna Kolb                 | TSV Buchenberg                |
| 2     | Sandra Ringwald            | ST Schonach-Rohrhardsberg     |
| 3     | Elisabeth Schicho          | SC Schliersee                 |
| 4     | Jessica Müller             | SV Baiersbronn                |
| 5     | Lucia Anger                | SC Oberstdorf                 |
| 6     | Monique Siegel             | WSC Erzgebirge Oberwiesenthal |
| 7     | Antonija Grigorowa-Burgowa | Bulgarien                     |
| 8     | Alina Golzow               | LBC Banfetal                  |

Datum: 26. Januar in Oberwiesenthal

### 10 km Skiathlon
| Platz | Name                       | Verein                        | Zeit        |
| ----- | -------------------------- | ----------------------------- | ----------- |
| 1     | Stefanie Böhler            | SC Ibach                      | 30:28,5 min |
| 2     | Monique Siegel             | WSC Erzgebirge Oberwiesenthal | 30:28,6 min |
| 3     | Elisabeth Schicho          | SC Schliersee                 | 30:37,9 min |
| 4     | Sandra Ringwald            | ST Schonach-Rohrhardsberg     | 31:04,3 min |
| 5     | Jessica Müller             | SV Baiersbronn                | 31:20,0 min |
| 6     | Evi Sachenbacher-Stehle    | WSV Reit im Winkl             | 31:28,7 min |
| 7     | Antonija Grigorowa-Burgowa | Bulgarien                     | 32:27,4 min |
| 8     | Lucia Anger                | SC Oberstdorf                 | 32:32,0 min |
| 9     | Hanna Kolb                 | TSV Buchenberg                | 32:43,8 min |
| 10    | Alina Golzow               | LBC Banfetal                  | 32:54,7 min |

Datum: 28. Januar in Oberwiesenthal

### 5 km klassisch
| Platz | Name                       | Verein                        | Zeit        |
| ----- | -------------------------- | ----------------------------- | ----------- |
| 1     | Stefanie Böhler            | SC Ibach                      | 15:57,7 min |
| 2     | Denise Herrmann            | WSC Erzgebirge Oberwiesenthal | 16:11,6 min |
| 3     | Sandra Ringwald            | ST Schonach-Rohrhardsberg     | 16:23,4 min |
| 4     | Jessica Müller             | SV Baiersbronn                | 16:35,5 min |
| 5     | Evi Sachenbacher-Stehle    | WSV Reit im Winkl             | 16:40,9 min |
| 6     | Monique Siegel             | WSC Erzgebirge Oberwiesenthal | 16:41,5 min |
| 7     | Elisabeth Schicho          | SC Schliersee                 | 17:06,3 min |
| 8     | Lucia Anger                | SC Oberstdorf                 | 17:07,3 min |
| 9     | Antonija Grigorowa-Burgowa | Bulgarien                     | 17:29,0 min |
| 10    | Alina Golzow               | LBC Banfetal                  | 17:41,2 min |

Datum: 29. Januar in Oberwiesenthal

### 15 km Freistil Massenstart
| Platz | Name             | Verein                        | Zeit        |
| ----- | ---------------- | ----------------------------- | ----------- |
| 1     | Denise Herrmann  | WSC Erzgebirge Oberwiesenthal | 37:56,4 min |
| 2     | Katrin Zeller    | SC Oberstdorf                 | 37:56,8 min |
| 3     | Sandra Ringwald  | ST Schonach-Rohrhardsberg     | 37:57,1 min |
| 4     | Monique Siegel   | WSC Erzgebirge Oberwiesenthal | 38:00,6 min |
| 5     | Laura Gimmler    | SC Oberstdorf                 | 38:33,9 min |
| 6     | Vanessa Hinz     | SC Schliersee                 | 38:36,1 min |
| 7     | Julia Ebner      | SZ Brend                      | 38:42,1 min |
| 8     | Jessica Müller   | SV Baiersbronn                | 38:43,0 min |
| 9     | Stefanie Böhler  | SC Ibach                      | 38:44,6 min |
| 10    | Theresa Eichhorn | SV Biberau                    | 38:48,0 min |

Datum: 25. März in Fischen

### Teamsprint Freistil
| Platz | Name                            | Verein                             | Zeit        |
| ----- | ------------------------------- | ---------------------------------- | ----------- |
| 1     | Monique Siegel Denise Herrmann  | WSC Erzgebirge Oberwiesenthal      | 16:04,1 min |
| 2     | Stefanie Böhler Sandra Ringwald | SC Ibach ST Schonach-Rohrhardsberg | 16:08,0 min |
| 3     | Lucia Anger Katrin Zeller       | SC Oberstdorf                      | 16:09,5 min |
| 4     | Alina Golzow Ricarda Weller     | LBC Banfetal SK Wunderthausen Ski  | 19:01,1 min |
| 5     | Kerstin Rast Jessica Müller     | SV Agenbach SV Baiersbronn         | 20:05,2 min |

Datum: 24. März in Fischen